# Chiesa di San Rocco (Limone sul Garda)
La chiesa di San Rocco è una chiesa sussidiaria a Limone sul Garda, in provincia di Brescia. Risale al XVI secolo.

## Storia
La piccola chiesa venne eretta nella parte nord dell'abitato di Limone negli anni compresi tra 1529 e 1536 come segno di ringraziamento per lo scampato pericolo durante la grave epidemia di peste che aveva colpito pochi anni prima vaste aree vicine.
Attorno al 1539 venne arricchita di decorazioni ad affresco attribuite a Martino da Gavardo.
Un nuovo ciclo decorativo venne realizzato all'inizio del XVIII secolo. Nel 1769 venne eretta la torre campanaria che, solo venticinque anni dopo, ebbe bisogno di interventi di ristrutturazione.
Altri interventi di ristrutturazione su tutto l'immobile furono realizzati nel 1882 e nel 1919. In questo secondo caso si trattò di riparare i danni prodotti durante il primo conflitto mondiale.
Nel 1957 un nuovo restauro si interessò in particolare delle decorazioni interne ed esterne. In tale occasione furono riportati alla luce e valorizzati alcuni affreschi di oltre quattro secoli prima.
Gli ultimi interventi si sono avuti tra il 1987 e il 1988, quando è stato necessario proteggere le strutture murarie dalle infiltrazioni di acqua.
La recente ciclopista del Garda è una modalità alternativa per raggiungere la zona della chiesa.